# Most im. Żeglugi Bydgoskiej

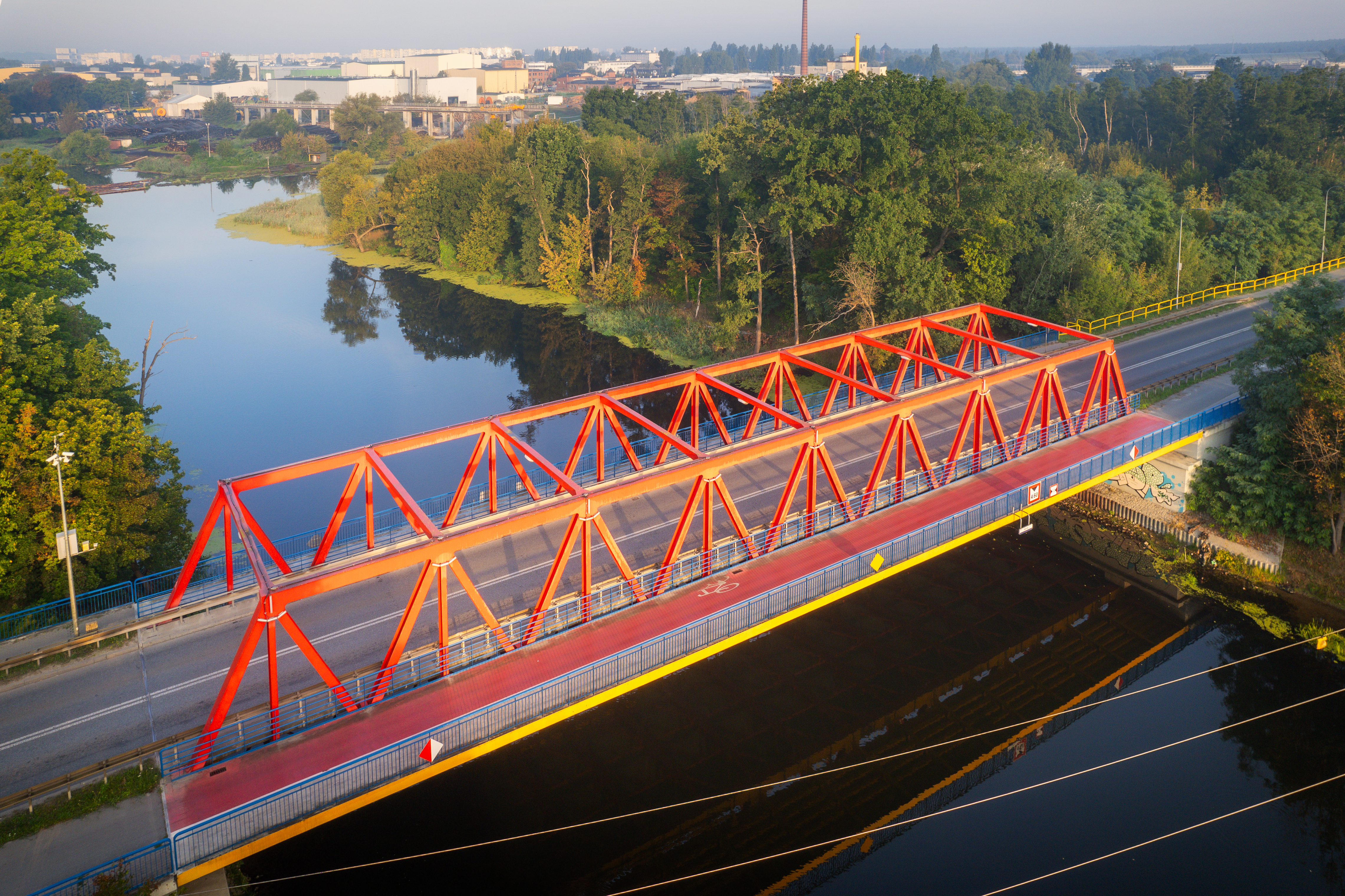
Widok od wschodu

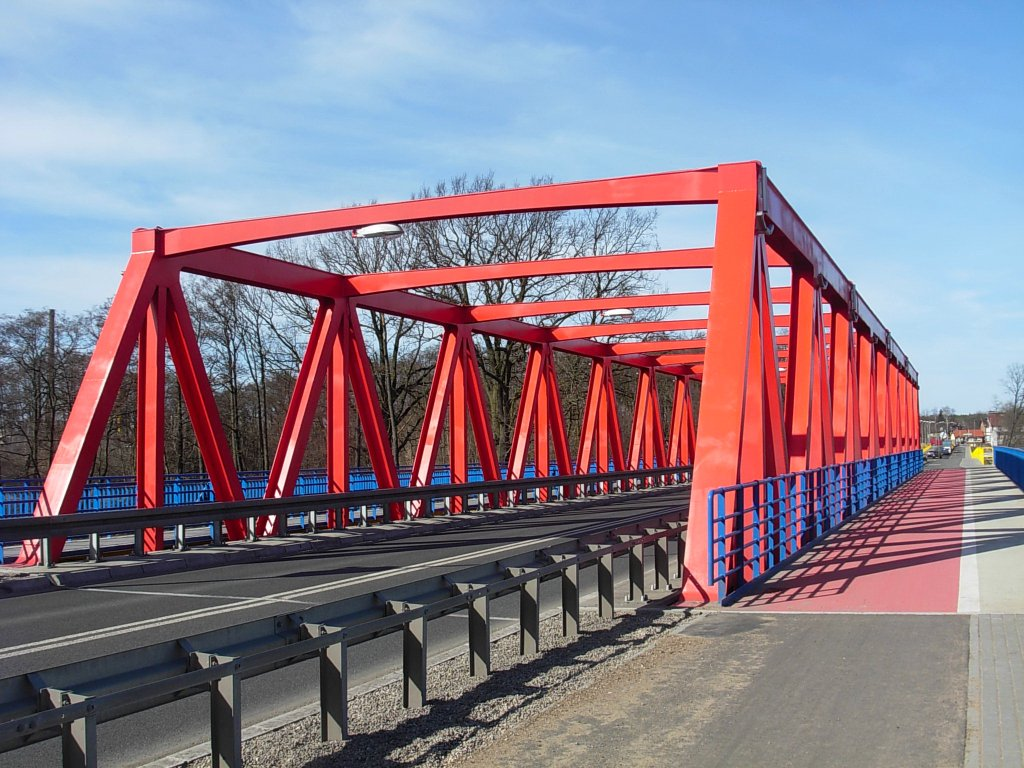
Widok z poziomu ulicy

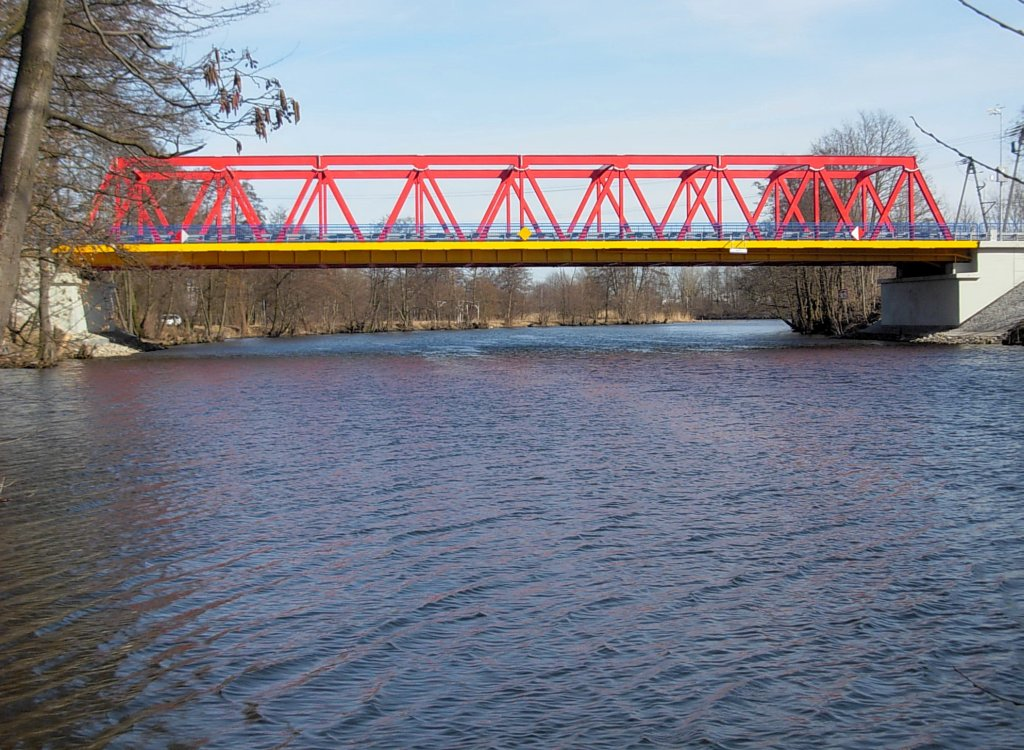
Widok od zachodu

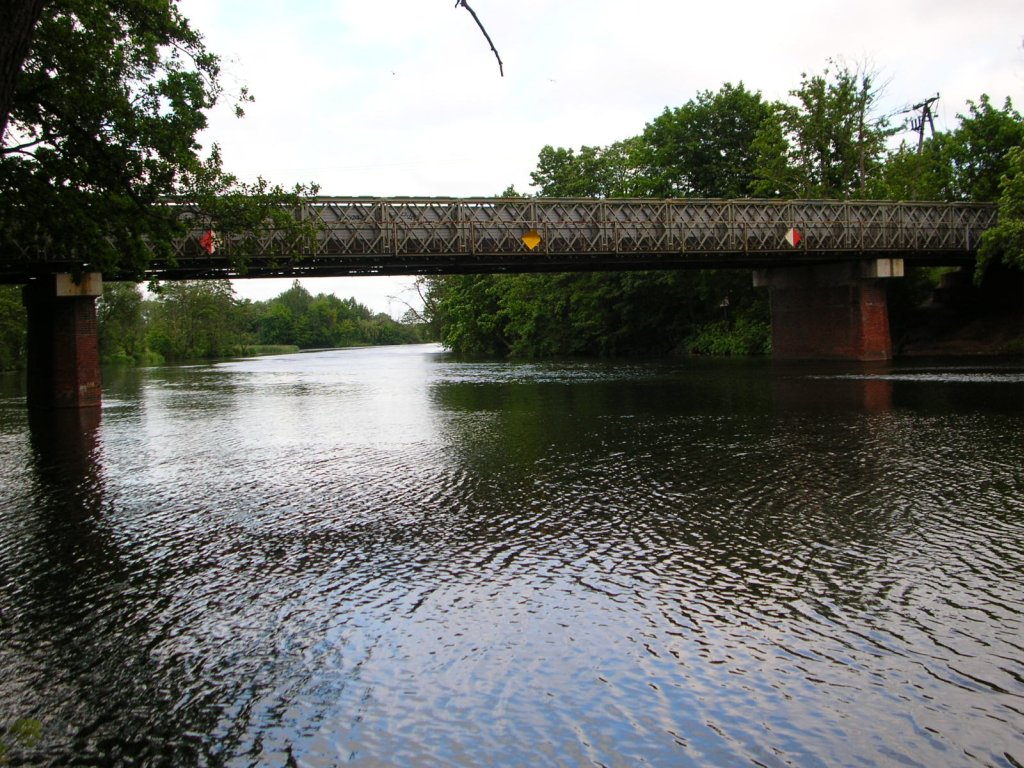
Most przed przebudową

Most im. Żeglugi Bydgoskiej – most drogowy, stalowy na rzece Brdzie w ciągu ul. Spornej w Bydgoszczy.

## Lokalizacja
Most spina oba brzegi Brdy, we wschodniej części Bydgoszczy w obrębie dzielnicy Zimne Wody. Jest to ostatni most drogowy w dolnym biegu Brdy i w związku z tym pełni ważną funkcję, umożliwiając komunikację między Bydgoszczą lewo- i prawobrzeżną we wschodniej dzielnicy przemysłowej. Przez obiekt wiedzie ulica Sporna, która łączy ul. Fordońską oraz Toruńską. Ulica ta przebiega przez dużą wyspę na Brdzie, która została utworzona w 1897 r., gdy wykonano sztuczny przekop skracający żeglugę w miejscu naturalnego meandru rzeki.

## Historia
Budowa mostu, jak i ulicy Spornej, odbyła się w kontekście kanalizacji Brdy i utworzenia na odcinku ujściowym rzeki nowego portu bydgoskiego. W 1891 r. założono Bydgoskie Przedsiębiorstwo Żeglugi Holowniczej (Bromberger Schleppschiffahrt Aktiengesellschaft), które stopniowo zurbanizowało i zagospodarowało pod względem gospodarczym nabrzeża dolnej Brdy w Bydgoszczy.
W 1897 r. miejscowa żeglugowa spółka akcyjna stworzyła projekt przekopu zakola rzeki na odcinku dolnym i stworzenia przy starym korycie rzecznym – portu i przeładowni połączonych z linią kolejową na Kapuściskach. W 1897 r. wykonano przekop długości 600 m przez meander Brdy, którym prowadzono żeglugę. Starorzecze natomiast zaadaptowano na akwen portowy, przy którym powstała stocznia rzeczna oraz fabryka maszyn. Na nowo powstałej wyspie w 1901 r. przeprowadzono drogę łączącą ul. Fordońską z Toruńską (ul. Sporną) wraz z dwoma żelaznymi mostami:
- pierwszym o długości 24 metrów nad starorzeczem Brdy od strony ul. Fordońskiej
- drugim o długości 58 metrów nad nowym korytem Brdy od strony ul. Toruńskiej.

Oba mosty wykonano w konstrukcji stalowej w miejscowej fabryce maszyn, należącej do Bydgoskiej Spółki Żeglugi Holowniczej. Koszt budowy całego połączenia drogowego wyniósł 75 tys. marek. Nowa droga stanowiła bardzo ważne, jedyne połączenie komunikacyjne między Bydgoszczą lewobrzeżną, a Czerskiem Polskim.
W kontekście tej inwestycji magistrat Bydgoszczy wysunął w 1903 r. propozycję budowy linii kolejowej wzdłuż prawego brzegu Brdy wraz ze stacją przeładowczą.
To zamierzenie, jak i projekt kolei nabrzeżnej z Kapuścisk, wiodącej przez most na Brdzie wysuwany przez żeglugową spółkę akcyjną nie doszły do skutku.
W 1928 roku Lloyd Bydgoski sprzedał miastu ul. Sporną wraz z mostami. Jak wynika z dokumentów, miasto miało wtedy wybudować nowy most od strony ul. Fordońskiej, a na czas robot – przejazd tymczasowy. Obydwa mosty zostały zaznaczone na planach Bydgoszczy z 1909 oraz 1941 roku.
Mosty ucierpiały podczas działań wojennych w 1939 roku. Odbudowane tymczasowo w 1942 roku, znów zostały uszkodzone w 1945 roku.
Most przez Brdę, wyremontowany po zniszczeniach wojennych oddano do użytku w 1949 r. Natomiast mostu przez starorzecze Brdy nie odbudowano, zastępując go nasypem ziemnym z wbudowanym przepustem zapobiegającym zamulaniu się dna zatoki Brdy. Likwidacja przepustu i zasypanie przyczółków dawnego mostu nastąpiły w latach 60. XX wieku.
Zachowany most przez główne koryto Brdy był eksploatowany do 1956 roku. Wtedy wymieniono konstrukcję na nową, posadawiając ją na starych przyczółkach. W 1992 roku wskutek znacznego wyeksploatowania, most grożący zawaleniem zamknięto. W 1994 r. obiekt rozebrano i zastąpiono stalowym, składanym mostem tymczasowym o nośności 5 ton z dołączonymi chodnikami o szerokości 0,8 m. Ostatecznie ruch drogowy przywrócono 20 czerwca 1994 roku.
W 2006 roku mgr inż. Lech Błaut z Zakładu Projektowo-Budowlanego „Wromost” z Wrocławia opracował projekt nowego mostu, który miał zastąpić przeprawę tymczasową.
W 2009 r. rozpoczęto generalną przebudowę ul. Spornej wraz z budową nowego mostu o stalowej konstrukcji kratownicowej o nośności 50 ton. W ramach tej inwestycji nie odbudowano jednak drugiego z mostów (nad starorzeczem), pozostawiając groblę, mimo starań podejmowanych przez Towarzystwo Miłośników Miasta Bydgoszczy. Rozbiórka filarów nurtowych poszerzyła szlak żeglugowy do 40 m. Wykonawcą inwestycji było konsorcjum firm: „Gotowski” Budownictwo Komunikacyjne i Przemysłowe Sp. z o.o., Przedsiębiorstwo Budowy Dróg i Mostów Sp. z o.o. z Kobylarni oraz Betpol S.A. z Bydgoszczy.
Projekt warsztatowy mostu powstał pod kierownictwem mgr inż. Janusza Sochackiego i mgr inż. Włodzimierza Sokołowskiego z firmy „Gotowski”. Ostatecznie most został otwarty dnia 24 września 2010 roku.

## Dane techniczne
Most zbudowano w konstrukcji stalowej, o długości całkowitej 55 m i szerokości 16,1 m.
Konstrukcję nośną stanowi kratownica stalowa z jazdą dołem oparta na przyczółkach żelbetowych posadowionych na palach wierconych. Przestrzeń żeglowna pod obiektem wynosi 4,6 × 40 m.

## Obciążenie ruchem
Most przy ul. Spornej należy do obiektów znacznie obciążonych ruchem drogowym w Bydgoszczy. Pomiar ruchu w 2006 r. wykazał, że w szczycie komunikacyjnym przejeżdża przezeń ok. 1009 pojazdów na godzinę. Na moście często tworzą się zatory pojazdów, co jest związane z ograniczoną przepustowością skrzyżowań z ul. Fordońską i Toruńską.

## Nazwa
W kwietniu 2010 r., w konkursie ogłoszonym przez prezydenta miasta, nowy most nazwano imieniem Żeglugi Bydgoskiej

## Wyspa
W sąsiedztwie mostu znajduje się wyspa na Brdzie, która stanowi oazę zieleni oraz siedlisko dla ptaków. W części centralnej łąkę na wyspie zaadaptowano w 2005 r. na pole golfowe służące adeptom tego sportu w Bydgoszczy do nauki.